# Глуха кропива пурпурова
Глуха́ кропива́ пурпуро́ва (Lamium purpureum) — однорічна, рідше дворічна рослина родини глухокропивових. Належить до медодаїв та маловідомих харчових рослин, часом поводить себе як бур'ян.

## Опис

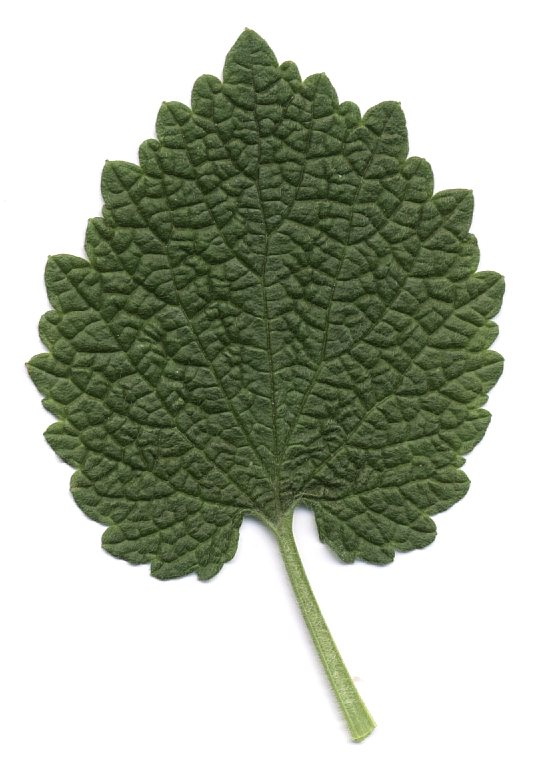
Листок

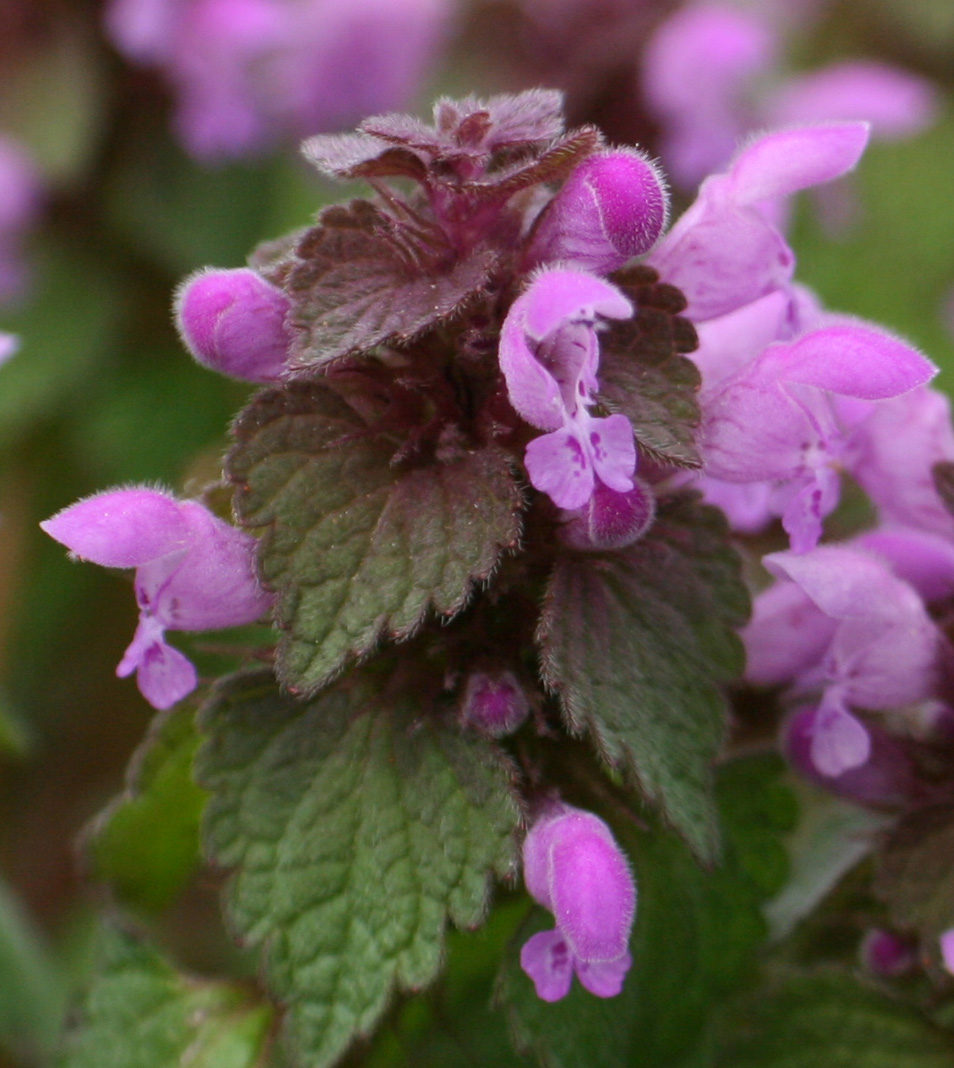
Суцвіття великим планом

Трав'яниста рослина заввишки 10-45 см з розсіяно-запушеними вегетативними частинами. Корінь стрижневий. Стебла розгалужені, висхідні, чотиригранні, паросткам властивий специфічний запах. Листки черешкові, яйцеподібні, зарубчасті, зморшкуваті, в молодому віці з пурпуровим відтінком; покривні листки з короткими черешками, трикутно-яйцеподібні.
Квітки білі або рожеві, сидячі, зібрані в кільця. Чашечка завдовжки 5–7 мм, її зубці після цвітіння відгинаються. Віночок трубчастий, з двогубим відгином, завдовжки 10–23 мм. Верхня губа завдовжки 4–6 мм, довжина нижньої складає близько 2 мм. Пилок червоний.
Плід — оберненояйцеподібний сірий або зеленкувато-бурий горішок, вкритий дрібними білими горбочками. Вага 1000 насінин складає 0,75–1 г.
Число хромосом 2n = 18.

## Екологія та поширення
Вегетативний розвиток починається в квітні. Глухій кропиві пурпуровій притаманний швидкий ріст — від проростання насіння до плодоношення минає лише кілька тижнів, тому за один рік вона здатна дати 3-4 покоління. Сіянці другого і наступного поколінь можуть з'являтися до липня включно, а завершується вегетація у жовтні-грудні. Цвітіння спостерігається з травня по жовтень, а в найпівденніших регіонах навіть до грудня. Запилюється перехресно, також можливе самозапилення. Плодоношення відбувається у липні-грудні. Насінини мають соковиті придатки — елайосоми, які приваблюють мурах. Саме ці комахи відіграють головну роль в поширенні виду. Свіже насіння має низьку схожість, яка підвищується після природної стратифікації — зимівлі під снігом. Окрім насіння під снігом можуть зимувати і сіянці.
Природними місцезростаннями цієї рослини є листяні ліси, чагарники. Крім того, вона звичайно трапляється біля осель, у садах, на городах, де інколи поводить себе як бур'ян.

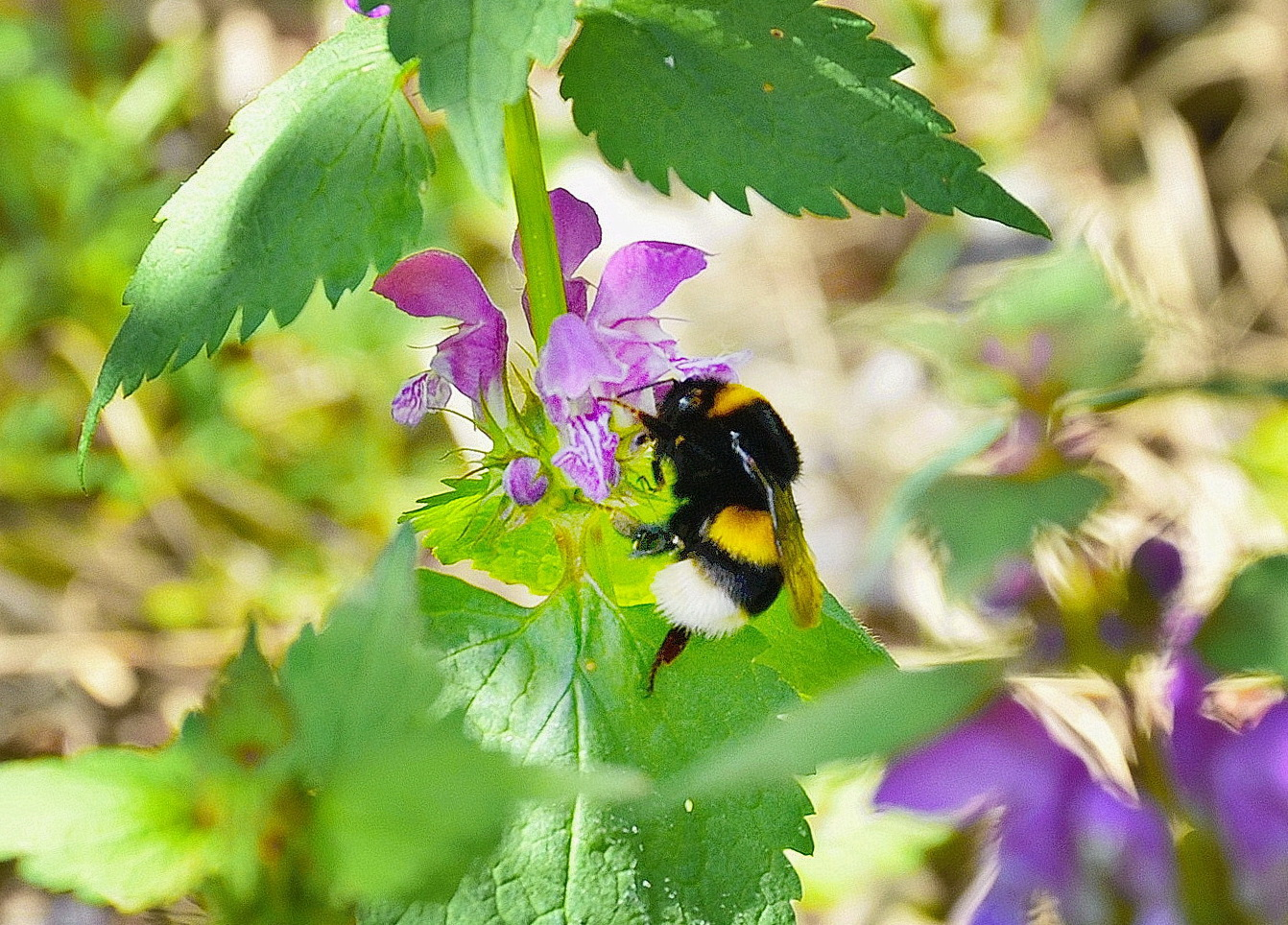
Гуха кропива, медонос.

Рослина поширена в Євразії — від Португалії на заході до Кореї та Тайваню на сході. В Україні найщільніші популяції розташовані у північно-західних областях, на достатньо зволожених ґрунтах. У Степу і Лісостепу цей вид малопоширений.

## Значення
Верхівки пагонів і молоді листки цієї рослини інколи використовують в салатах у свіжому вигляді або додають в соуси, проте глуха кропива пурпурова не належить до загальновідомих харчових рослин. Дещо більше значення вона має у бджільництві: бджоли збирають з неї нектар (за відсутності кращих медодаїв) та, особливо, пилок. В країнах Північної Америки її вважають інвазійним видом.

## Синоніми
- Lamiopsis purpurea (L.) Opiz
- Lamium albiflorum Schur
- Lamium boreale Druce
- Lamium coesfeldiae Weihe ex Rchb.
- Lamium decipiens Sond. ex Martrin-Donos
- Lamium durandoi Pomel
- Lamium foetidum Garsault
- Lamium foetidum Gilib.
- Lamium guestphalicum Weihe ex Nyman
- Lamium molle Aiton
- Lamium nudum Crantz
- Lamium ocimifolium Sm.
- Lamium purpureum var. albiflorum Dumort.
- Lamium purpureum var. decipiens Sond. ex W.D.J.Koch
- Lamium purpureum var. exannulatum Loret & Barrandon
- Lamium purpureum var. purpureum[2]